# Eysturoy
Eysturoy (tiếng Đan Mạch = Østerø nghĩa là Đảo phía đông) với diện tích 286 km² và dân số 10.740 (năm 2004), là đảo lớn thứ nhì và nhiều dân thứ nhì của Quần đảo Faroe. Eysturoy nằm ở phía đông và cách đảo Streymoy bằng 1 vịnh hẹp. Đảo rất gồ ghề với 66 ngọn núi riêng biệt, trong đó ngọn Slættaratindur là ngọn cao nhất Quần đảo (882 m). Các thành phố quan trọng của đảo là Fuglafjørður ở phía bắc cùng Runavík và Nes ở phía nam.
Eysturoy nối với đảo Streymoy bằng 1 cầu bắc qua vịnh hẹp, thường được dân ở đây nói đùa rằng đó là cây cầu duy nhất trên Đại Tây Dương (người dân ở đảo Seil của Scotland cũng đòi danh hiệu này). Có 1 đường hầm dưới biển (khai trương tháng 4/2006) ở Leirvík thuộc bờ phía đông là cửa ngõ giao thông nối với các đảo ở phía đông bắc, đặc biệt với thành phố Klaksvík trên đảo Borðoy, là thành phố lớn thứ nhì của Quần đảo.
Các cảnh đáng chú ý của Eysturoy gồm có làng Eiði và Gjógv (làng nói sau có 1 cổng hẹp tự nhiên bằng trụ đá), nhà bảo tàng lịch sử Blásastova ở làng Gøta, suối nước nóng (varmakelda) Fuglafjørður. Bên ngoài mỏm phía bắc đảo là 2 trụ đá ba-san Risin và Kellingin.

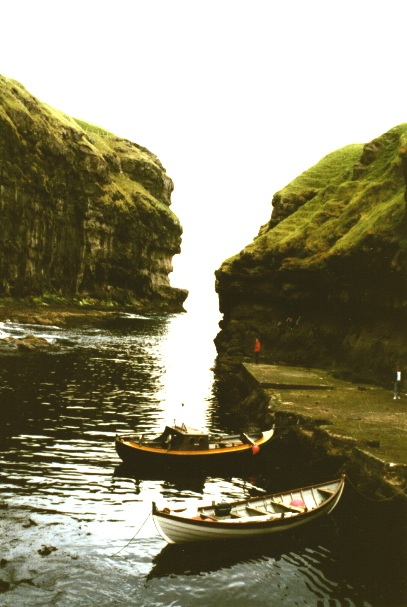
Gjógv

## Các thành phố và làng của đảo

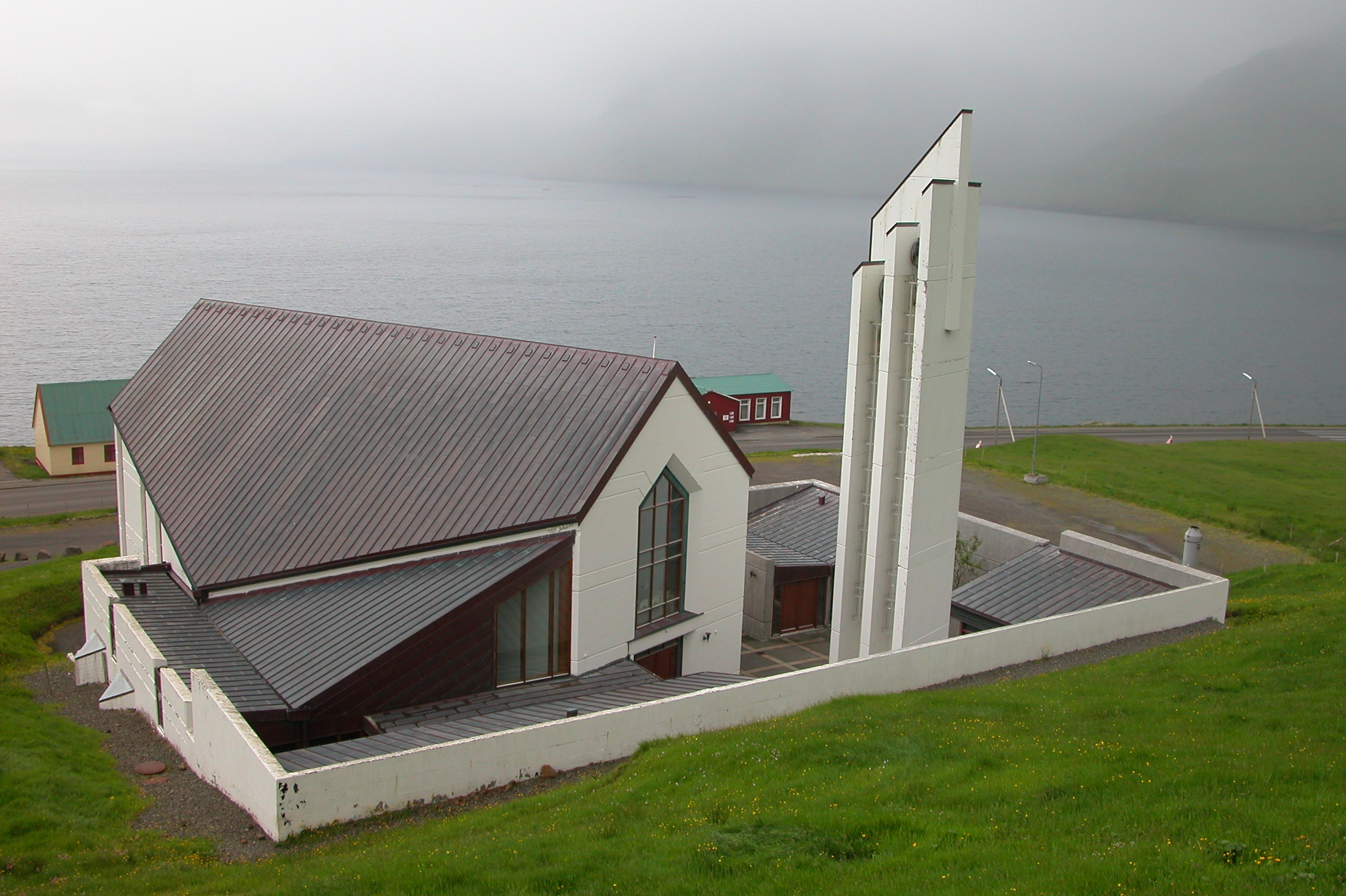
Nhà thờ mới ở Gøta

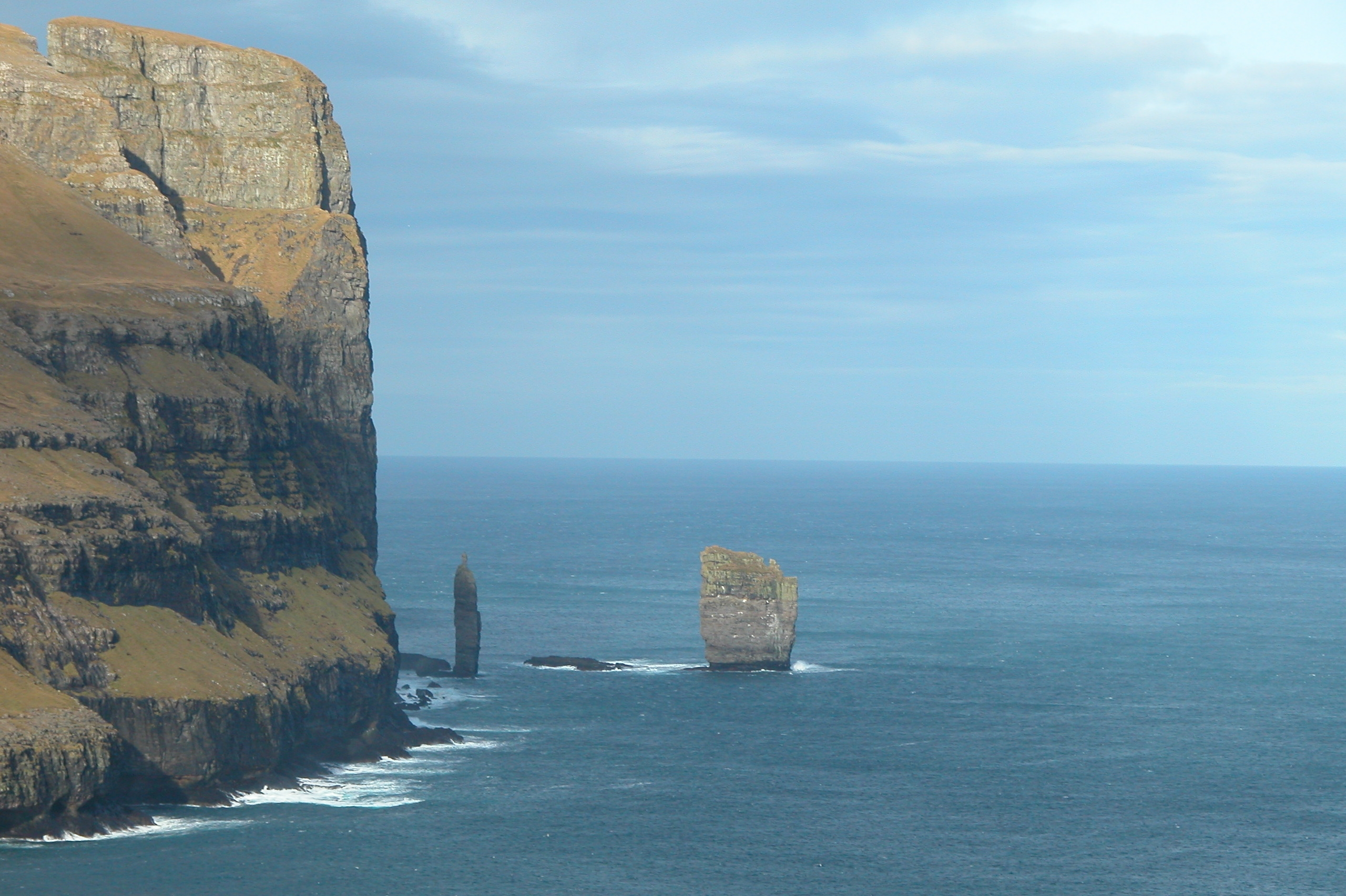
Các trụ đá Risin và Kellingin ngoài mỏm phía bắc

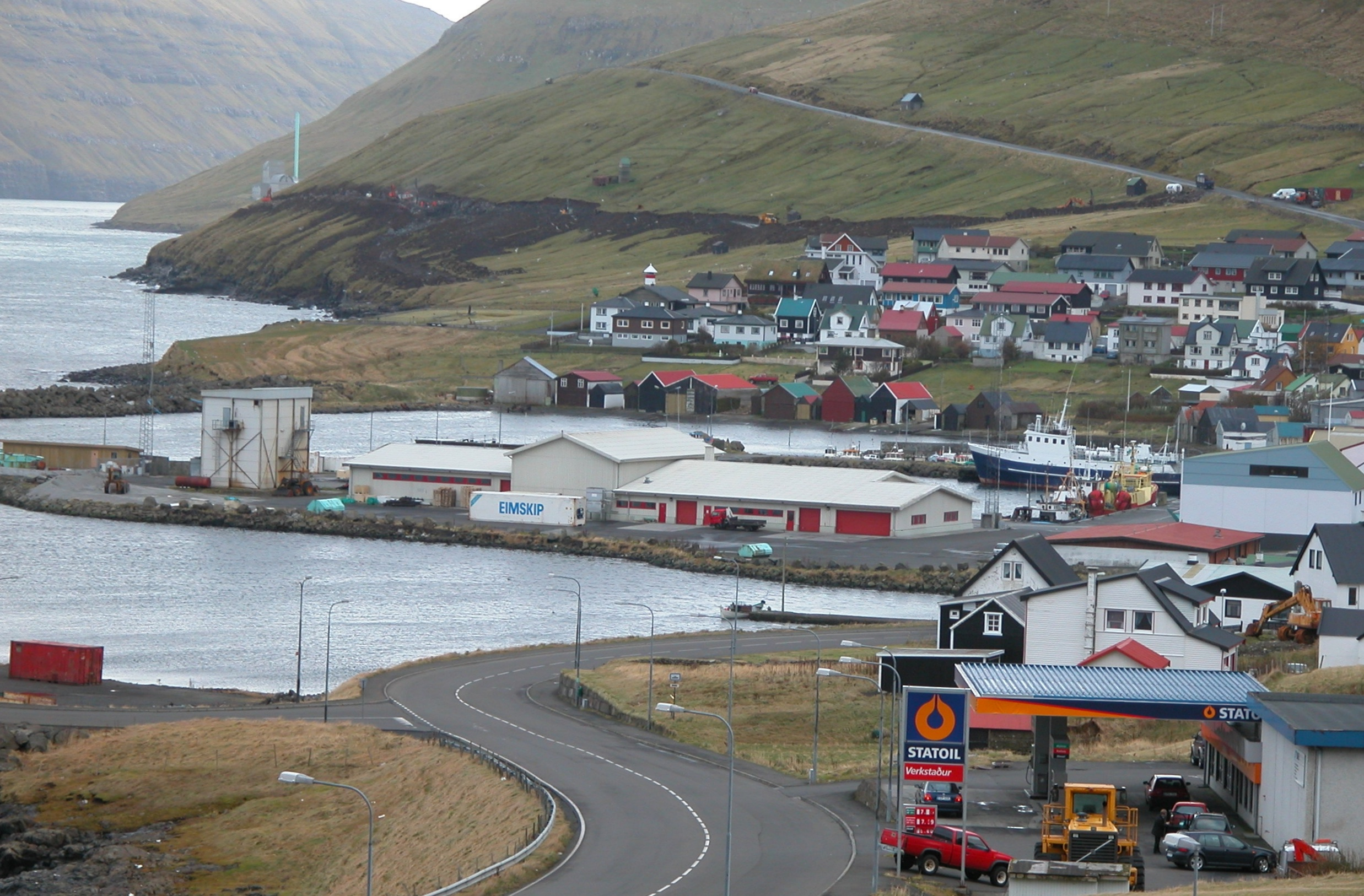
Leirvik ở phía đông đảo

- Eiði
- Elduvík
- Fuglafjørður
- Funningsfjørður
- Funningur
- Gjógv
- Glyvrar
- Gøtugjógv
- Lambi
- Leirvík
- Nes
- Norðragøta
- Norðskáli
- Oyndarfjørður
- Oyri
- Rituvík
- Runavík
- Saltangará
- Skáli
- Skipanes
- Strendur
- Syðrugøta
- Søldarfjørður
- Toftir
- Æðuvík

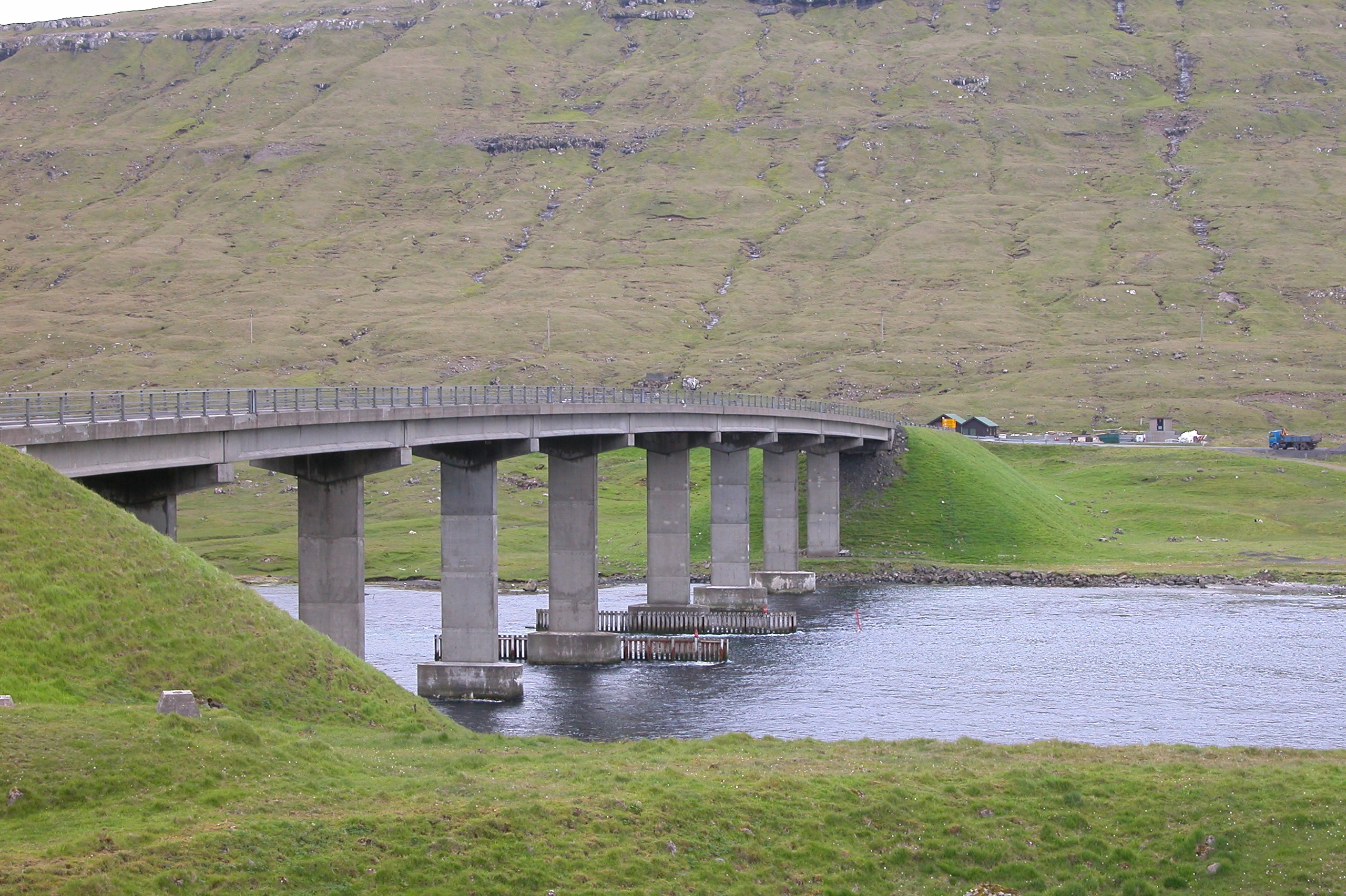
Cầu từ Streymoy tới Eysturoy
Runavík
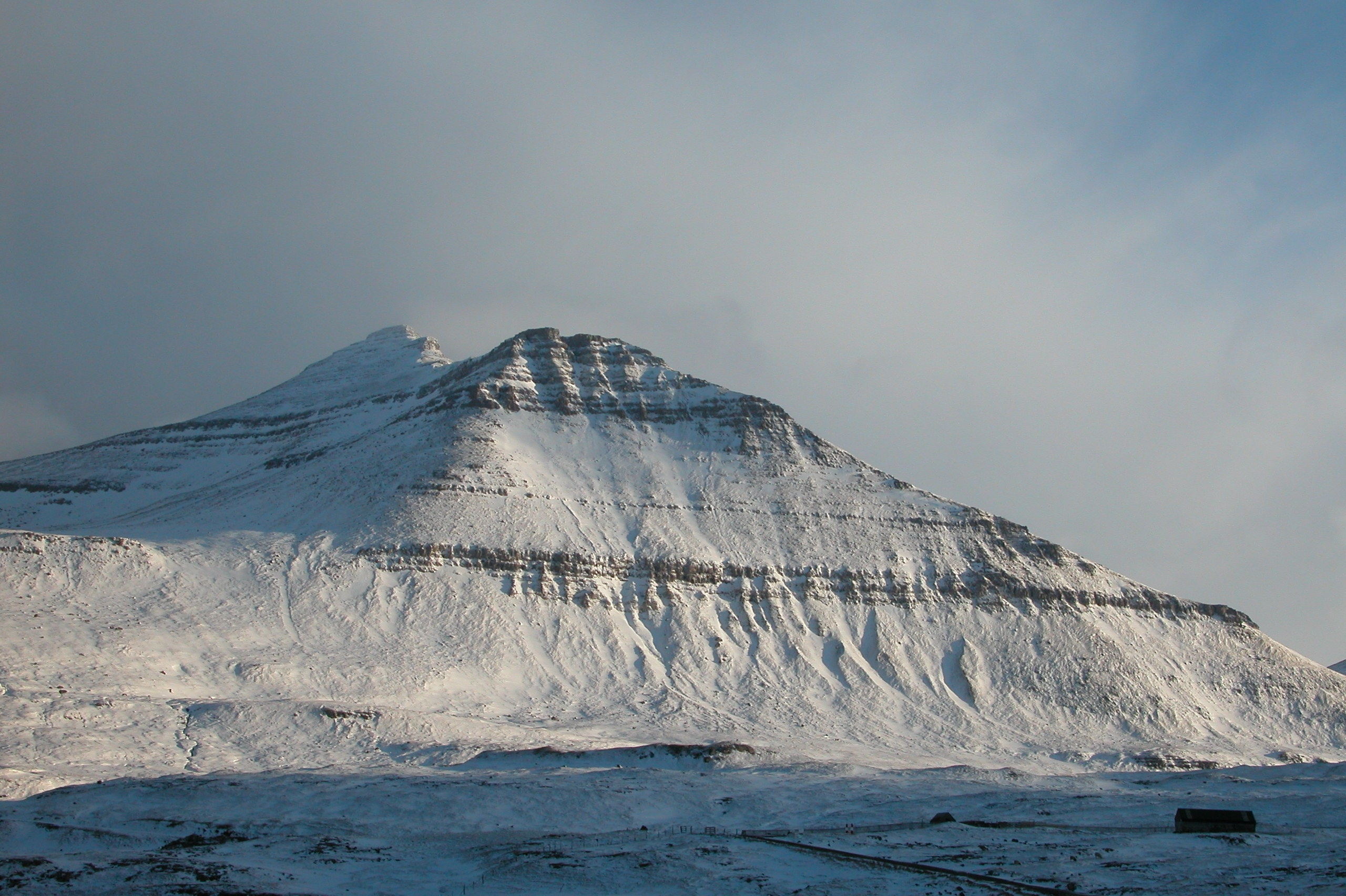
Slættaratindur
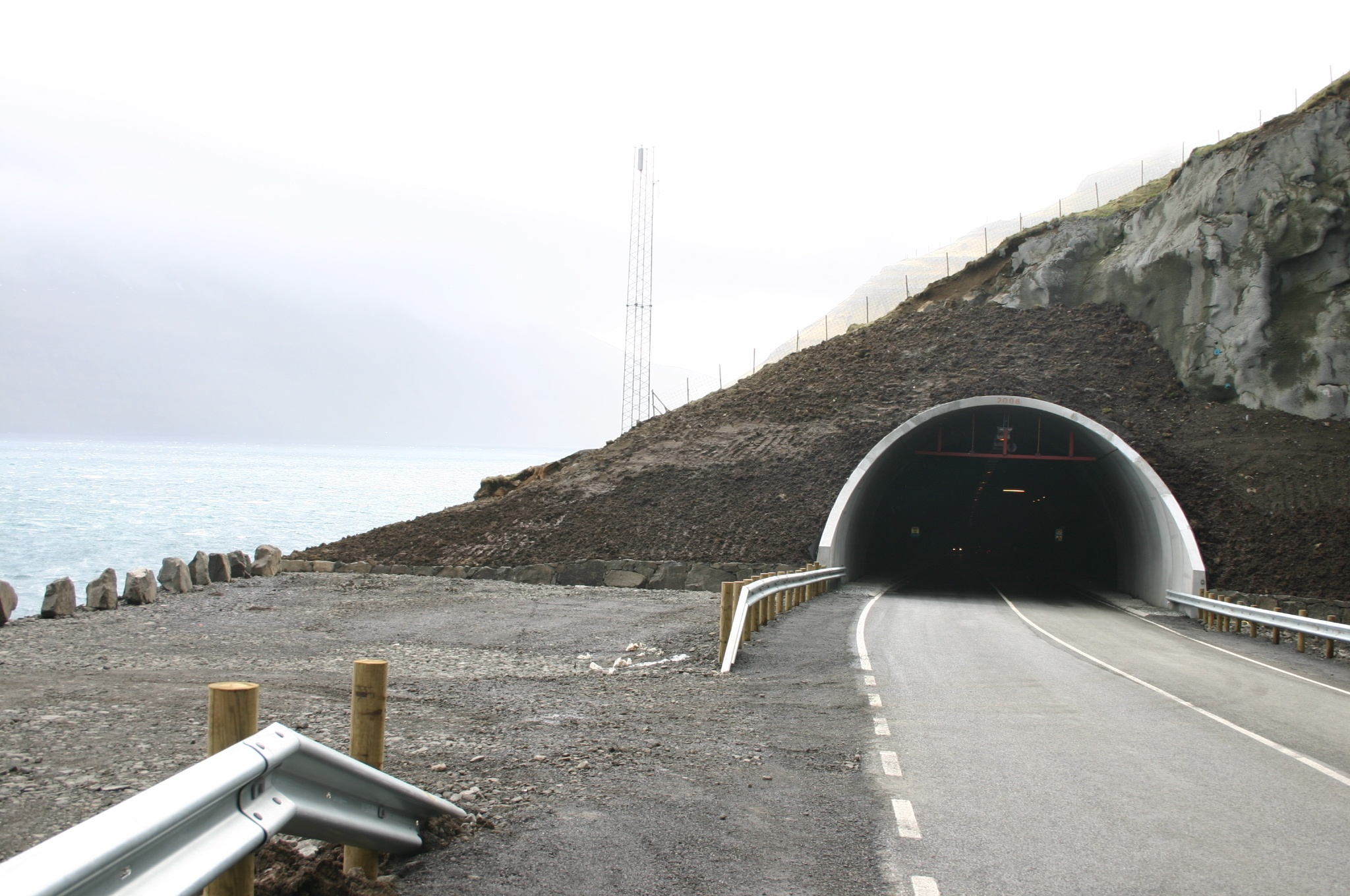
Đường hầm ở Leirvík

62°13′B 6°53′T / 62,217°B 6,883°T